# Луй, Збигнев
Збигнев Луй (пол. Zbigniew Łój; 4 августа 1945, Вольтердинген — 3 января 2022, Ченстохова, Силезское воеводство) — польский хоккеист на траве, вратарь. Участник летних Олимпийских игр 1972 года.

## Биография
Збигнев Луй родился 4 августа 1945 года в деревне Вольтердинген во французской зоне оккупации Германии.
Окончил основное профессиональное училище, получив специальность слесаря. На протяжении многих лет работал на сталелитейном заводе «Едношчь» в Семяновице-Слёнске.
В 1959—1974 годах играл в хоккей на траве за «Семяновичанку». В её составе был серебряным призёром чемпионата Польши по хоккею на траве в 1970 году и по индорхоккею в 1964—1966, 1968 и 1974 годах.
В 1969—1972 годах провёл 16 матчей за сборную Польши.
В 1970 году участвовал в чемпионате Европы в Брюсселе, где поляки заняли 7-е место.
В 1972 году вошёл в состав сборной Польши по хоккею на траве на летних Олимпийских играх в Мюнхене, занявшей 11-е место. Играл на позиции вратаря, провёл 4 матча.
Заслуженный мастер спорта Польши (1972).
Умер 3 января 2022 года в польском городе Ченстохова.

## Семья
Отец — Мариан Луй, мать — Кристина Фогель.